# Tony Drago
Tony Drago (Valletta, 22 september 1965) is een Maltees professioneel pool- en snookerspeler. Hij draagt de bijnaam The Maltese Falcon evenals die van Tony the Tornado, vanwege zijn hoge snelheid van spelen.
Drago won onder meer een best-of-17 snookerwedstrijd tegen Joe O'Boye met 9-0 in 81 minuten (UK Snooker Championship 1990), een best-of-9 snookerpartij tegen Sean Lanigan in 34 minuten (1993) en maakte tegen John Higgins een century break (100+ punten in één beurt) in 210 seconden (UK Snooker Championship 1995).
Drago bereikte in 1998 de tiende plaats op de wereldranglijst van snookerspelers, zijn hoogste positie ooit. Hij maakte één keer een break van 147 punten, de hoogste mogelijke score in één beurt, onder normale omstandigheden. Een hogere score is mogelijk wanneer de beurt aanvangt met bonuspunten na een fout van de opponent. De Maltees scoorde op die manier eens 149 punten in één break in een oefenwedstrijd tegen Nick Manning op de West Norwood Snooker Club.

## Toernooizeges
- Strachan Challenge 1993 (leg 3)
- World Pool Masters 2003
- Mosconi Cup 2007 en 2008
- Frans Open 2008
- Predator International 10-ball Championship 2008